# Jardín de plantas de Angers
El Jardín de plantas de Angers (en francés: Jardin des Plantes d'Angers), es un parque de esparcimiento y paseo, antiguo jardín botánico, de 4 hectáreas de extensión, ubicado en pleno centro de Angers en la región de Pays de la Loire, Francia.

## Historia

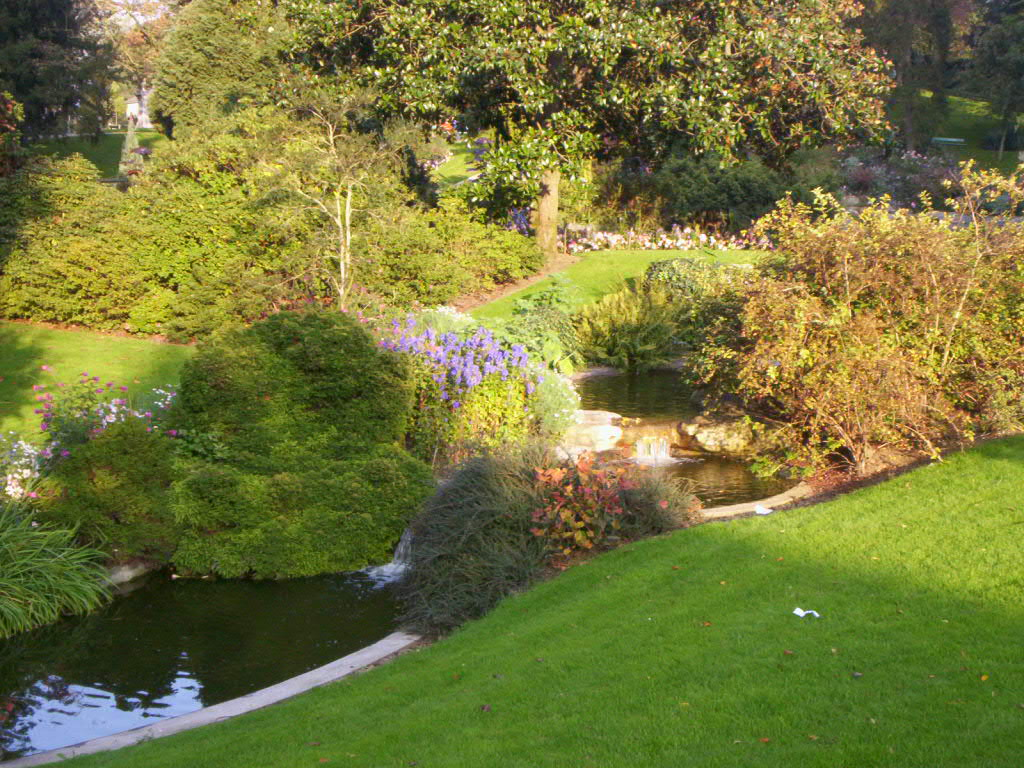
Un rincón del jardín

Durante el siglo XVIII con la introducción de plantas exóticas desde el Nuevo Continente, se desarrolló el interés por la botánica. De este interés nació el primer jardín de plantas en Tertre Saint-Laurent, al amparo de la Facultad de Medicina entre 1740 y 1750, para estudio e investigación de los estudiantes. Poco más se sabe de este primer jardín. 
Unos años después, el doctor Luthier de La Richerie, fundó la «Société des Botanophiles» (Sociedad Botanófila) en respuesta a la necesidad de un jardín botánico en la ciudad. Y en 1777, tras arrendar un pequeño terreno cercano a la actual calle Béclard, se estableció el primer jardín botánico. Sin embargo, el poco espacio, el precario mantenimiento debido a la incierta situación del alquiler anual y la poca implicación del ayuntamiento impidieron que el jardín prosperase. Por lo tanto, la sociedad decidió buscar una nueva ubicación. 
El origen del actual jardín surgió en 1789 cuando Pilastre, uno de los miembros de la sociedad, compró la antigua propiedad de los benedictinos de Saint Serge, al pie del valle de Saint-Samson. Este terreno resultó ser tan propicio que, a lo largo de los años, se fue ampliando y mejorando. A partir de 1791, se convirtió en escuela botánica. El 9 de mayo el botánico y profesor de ciencias naturales Merlet de la Boulaye dio el primer curso público y gratuito de botánica, y en 1792 escribió un catálogo de las plantas cultivadas en el jardín, entre las que incluía la primera magnolia plantada en Angers y un Agave traído de América que floreció años más tarde, en 1850.
Para 1811 el jardín albergaba más de 2.000 plantas expuestas en dos secciones: la escuela de botánica en la parte más inferior y colecciones de árboles extranjeros y plantas de semilla en la parte superior. En el centro del jardín, donde se ubica la  iglesia de Saint-Samson del siglo XII, se acondicionó una orangerie, que estaba flanqueada por dos invernaderos. 
El jardín se empezó a ampliar en 1834, y hacia finales de la década, la apertura de otra entrada por el bulevar para evitar su aislamiento, obliga a renovarlo completamente.

En ese periodo, la escuela de botánica se fue transfiriendo gradualmente a la Facultad de Medicina, en donde actualmente conforma el Jardín Botánico de la Facultad de Farmacia de Angers. Y el jardín restante quedó a cargo del arquitecto paisajista Édouard André, famoso por sus parques en Montecarlo y Montevideo. 
El jardín actual, de estilo inglés, data de 1905. Cuenta con un arroyo en cascada, una ménagerie instalada alrededor de 1945, y un aviario. En 1962 se eliminaron los invernaderos y en 1967 se añadió un terreno de 2500 m² donde se creó una rocalla. A finales del siglo XX, se construyó, junto al pórtico de la entrada principal del jardín, el Centro de congresos de Angers.